# Macrosetella tenuis
Macrosetella tenuis is een eenoogkreeftjessoort uit de familie van de Miraciidae. De wetenschappelijke naam van de soort is voor het eerst geldig gepubliceerd in 1860 door Lubbock.